# George Martens

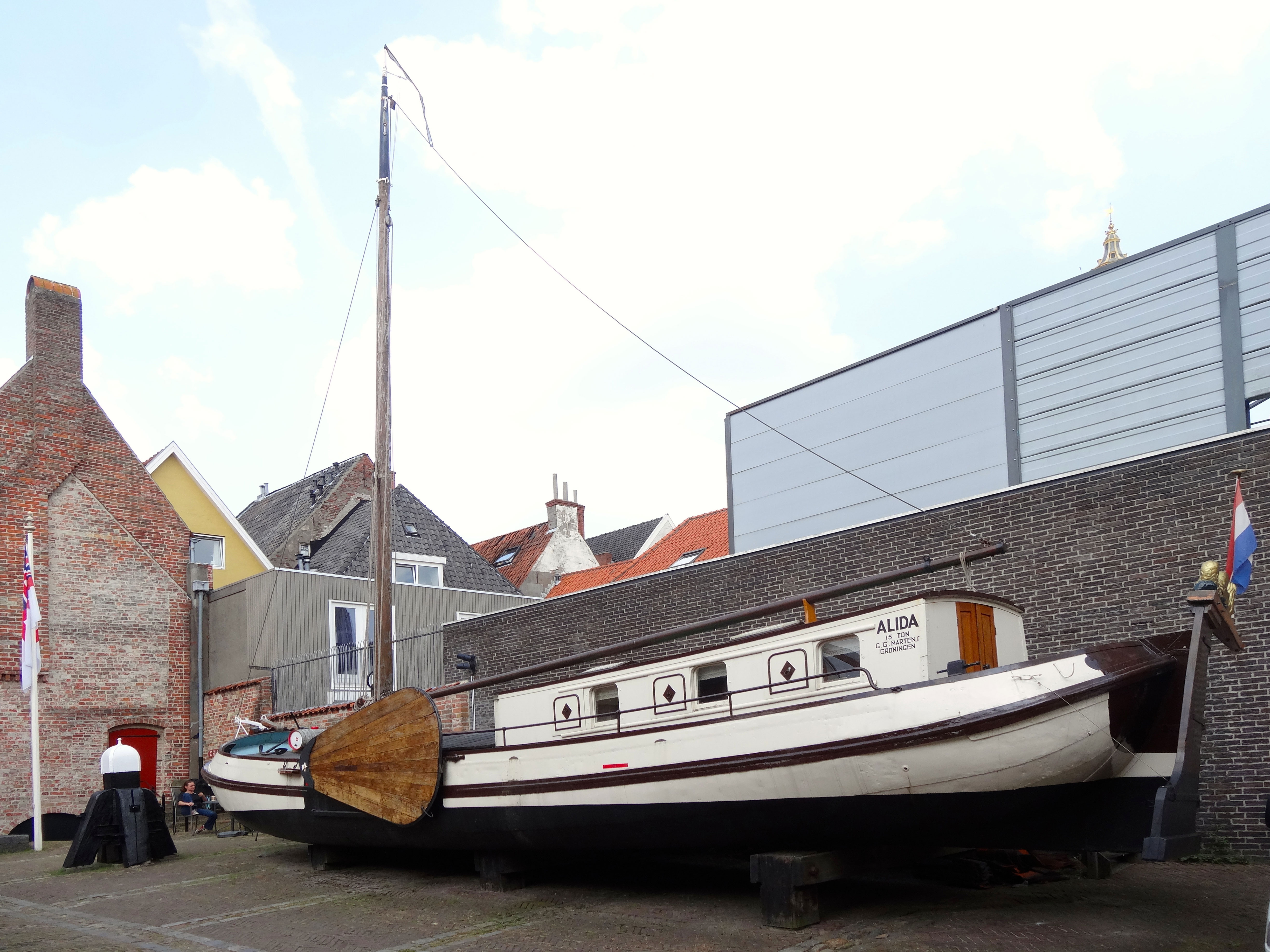
Tjalk Alida van George Martens bij het Noordelijk Scheepvaartmuseum

Gijsbert George Martens (Groningen, 8 november 1894 – aldaar, 17 april 1979) was een beeldend kunstenaar en mede-oprichter van de Groninger Kunstkring De Ploeg.

## Familie en opleiding
Martens was de zoon van Gijsbert Martens en Anna Spoelstra. Hij was hun tweede kind; in 1893 was zijn zus Trijntje Gijsberta (Bertha) geboren. Zijn vader was de zoon van een beurtschipper. Hij exploiteerde aan het einde van de 19e eeuw een bierkelder in Groningen en was een verdienstelijk amateurschilder (vooral van zeestukken). George Martens was dus vanaf zijn vroegste jeugd vertrouwd geraakt met schilderkunst en scheepvaart.
Na de lagere school ging Martens naar de Rijks Hogere Handelsschool. Hij volgde daarnaast cursussen aan de Academie Minerva. Hij bleek veel talent te hebben en voltooide uiteindelijk de reguliere opleiding aan de kunstacademie. Tijdens zijn studie leerde hij onder andere Johan Dijkstra, Jan Altink en Jan Wiegers kennen.
Tijdens zijn studie aan de Academie Minerva leerde Martens de zes jaar oudere Alida Pott kennen. Na haar studie aan Minerva vervolgde Pott haar opleiding aan de Haagse Tekenacademie. In 1914 ging ze werken als tekenlerares aan de Kweekschool voor Onderwijzeressen in Groningen. In 1922 trouwden ze en ze kregen twee zoons (geboren in 1923 en 1928). In 1931 overleed Alida aan een longziekte. Enige jaren na haar overlijden ontmoette Martens Carla Uithof. Ze trouwden in 1937. Uit dit huwelijk werd in 1941 de derde zoon van George Martens geboren. Martens en zijn vrouw waren vaak met hun tjalk ‘Alida’ in de Groningse en Drentse wateren te vinden.

## De Ploeg
Bij de tentoonstelling ‘Groningsche Kunstenaars en Amateurs’ in  Pictura in maart 1918 werden de inzendingen van Altink, Dijkstra, George Martens en Wiegers niet toegelaten. Dit vormde de directe aanleiding voor de oprichting van ‘een kunstkring onder Groninger artisten’. George Martens en Alida Pott behoorden tot de initiatiefnemers. Op 14 juni 1918 werden de statuten goedgekeurd van de ‘Groninger Kunstkring De Ploeg’.
Voor de eerste Ploegtentoonstelling in februari 1919 zond Martens 10 werken in. Naast schepen waren het voornamelijk stadsgezichten. Bij het wel en wee van de Kunstkring was Martens actief betrokken. Hij was enige tijd redacteur van het literair-politiek tijdschrift Het Kouter, lid van de lustrumcommissie van 1928 en hij was van 1932 tot 1934 voorzitter. Na 1936 was zijn relatie tot de Kunstkring problematisch, maar in 1948 nam hij weer deel aan de zesde lustrumtentoonstelling. Van 1963 tot 1967 was hij opnieuw voorzitter.

## Het werk
Martens kan worden beschouwd als een typische vertegenwoordiger van het Groningse expressionisme. Zijn werk wordt gekenmerkt door krachtige kleuren en een spontaan penseelgebruik. Portretten, stadsgezichten en vanaf zijn tjalk ‘Alida’ geschilderde stukken zijn dominant aanwezig in zijn oeuvre. 
Tussen 1925 en 1932 werkte Martens met grote intensiteit en vernieuwingsdrang. De vele stadsgezichten en impressies van het Groninger straatleven werden hoogtepunten in zijn oeuvre. Hij geldt nog steeds als degene die met grote trefzekerheid de dynamiek van het stadsleven in de jaren twintig vastlegde.
Zoals bij meerdere Ploegschilders het geval was, werkte Martens ook enige tijd met wasverf zoals te zien is op bekende werken als ‘Vischmarkt’ uit 1927 en ‘Trottoir met voetgangers’ uit 1926.
Naast schilderen hield Martens zich ook bezig met reclamewerk (affiches en folders). Een bijzondere categorie in zijn werk is de verbeelding van kermis- en sporttaferelen. Martens was zelf actief als sporter (voetballen en schaatsen) en verder een liefhebber van motorracen. Met zijn schetsen, tekeningen en schilderijen van wedstrijdschaatsers en TT-races onderscheidde hij zich qua thematiek van andere Ploegleden.
Zowel vóór als na de Tweede Wereldoorlog nam Martens deel aan een groot aantal exposities, vaak in Ploegverband. Bij zijn 60e verjaardag in 1954 organiseerde Pictura een eretentoonstelling. Daar waren 92 werken van hem te zien. Bij de baanbrekende tentoonstelling die Jos de Gruyter in 1956 organiseerde (35 jaar Moderne Kunst in Groningen) was Martens met 5 werken vertegenwoordigd. In 1976 werden Martens en Johan Dijkstra als laatste dan nog in leven zijnde oprichters van De Ploeg geëerd met de tentoonstelling ‘Groningen 1918-1928’.
Na 1950 werden de gezondheidsproblemen van Martens groter. Hij kreeg in 1956 een oogbeschadiging en in 1966 een lichte beroerte. Het schilderen kwam daarna nagenoeg stil te liggen. In 1979 brak hij bij een val zijn heup. Hij herstelde niet van de operatie en op 17 april 1979 overleed hij op 84-jarige leeftijd. Zijn vrouw Carla overleed 13 dagen later. 

## Trivia
De afdeling Praktijkonderwijs van het Eemsdeltacollege in Appingedam is naar George Martens vernoemd.
- Biografisch Portaal: 98655095
- Gemeinsame Normdatei: 12932230X
- International Standard Name Identifier: 0000 0000 6683 1369
- Library of Congress Control Number: nr94038769
- Nederlandse Thesaurus van Auteursnamen: 073598402
- RKD-Nederlands Instituut voor Kunstgeschiedenis: 52871
- Union List of Artist Names: 500094837
- Virtual International Authority File: 55223906
- WorldCat: E39PBJfGXBwTTQMpCqpwkbCqQq